# Meandro del Sarre

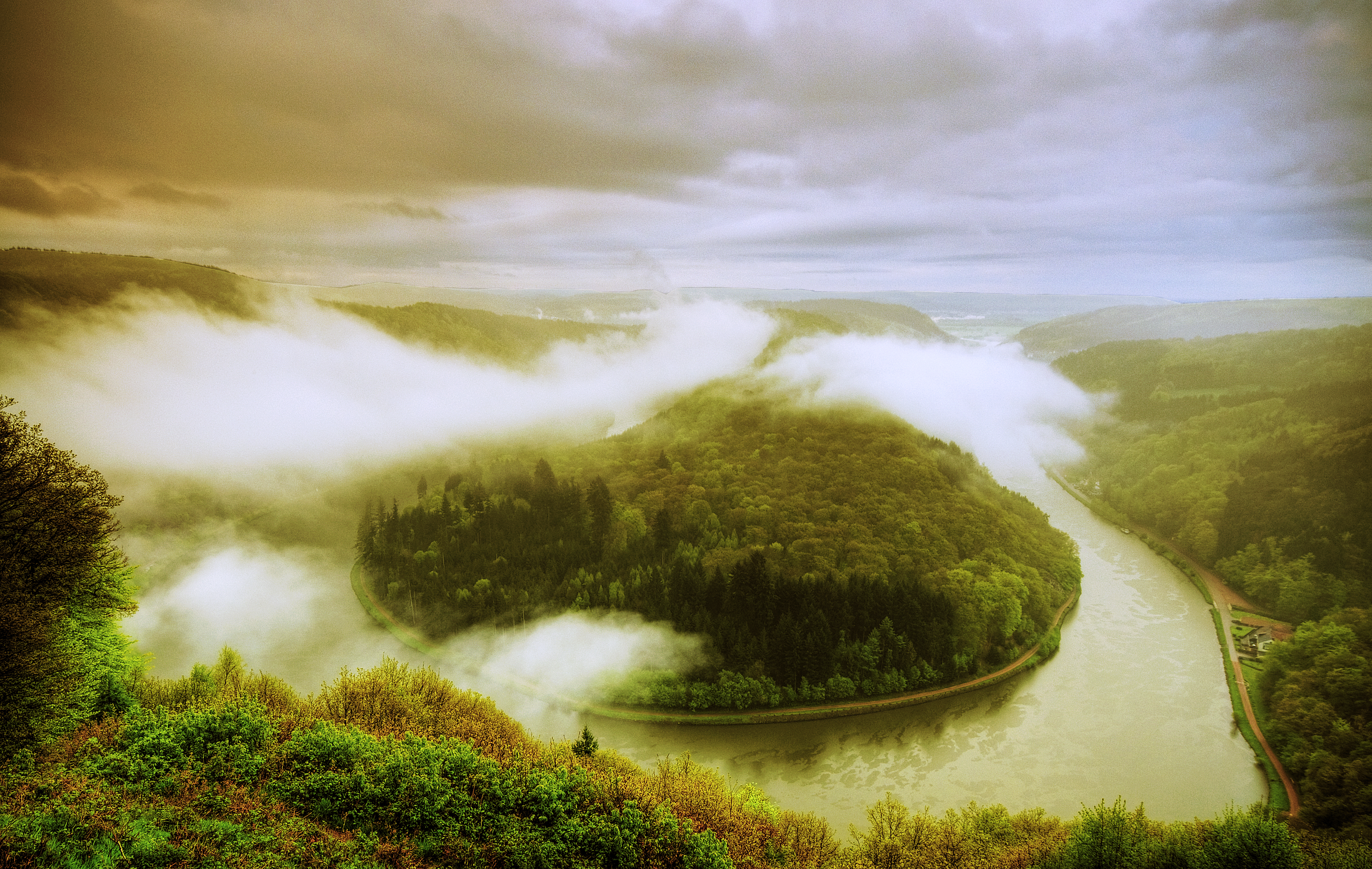
Vista del meandro del Sarre desde el mirador Cloef

El meandro del Sarre (en alemán: Saarschleife, también llamado Groβe Saarschleife bei Mettlach, en contraposición de Kleinen Saarschleife bei Hamm, en Taben-Rodt) es un valle transversal (cluse) del río Sarre sobre la cordillera del Taunus de cuarcita y es una de las principales atracciones de la región alemana del Sarre. Desde el mirador Cloef, en el distrito de Mettlach Orscholz, 180 metros por encima de la orilla del río, existen magníficas vistas.

## Localización
El meandro comienza justo detrás del distrito Besseringen de Merzig y termina en Mettlach. La distancia entre Besseringen y Mettlach es de unos dos kilómetros en línea recta. Sin embargo, el río toma un peculiar desvío de casi diez kilómetros.
En la cresta arbolada de la curva se encuentra la iglesia San Gangolf con partes del antiguo monasterio y las ruinas de Montclair. La única población en el meandro es Dreisbach, a la que se puede acceder en ferry.

## Visitantes prominentes

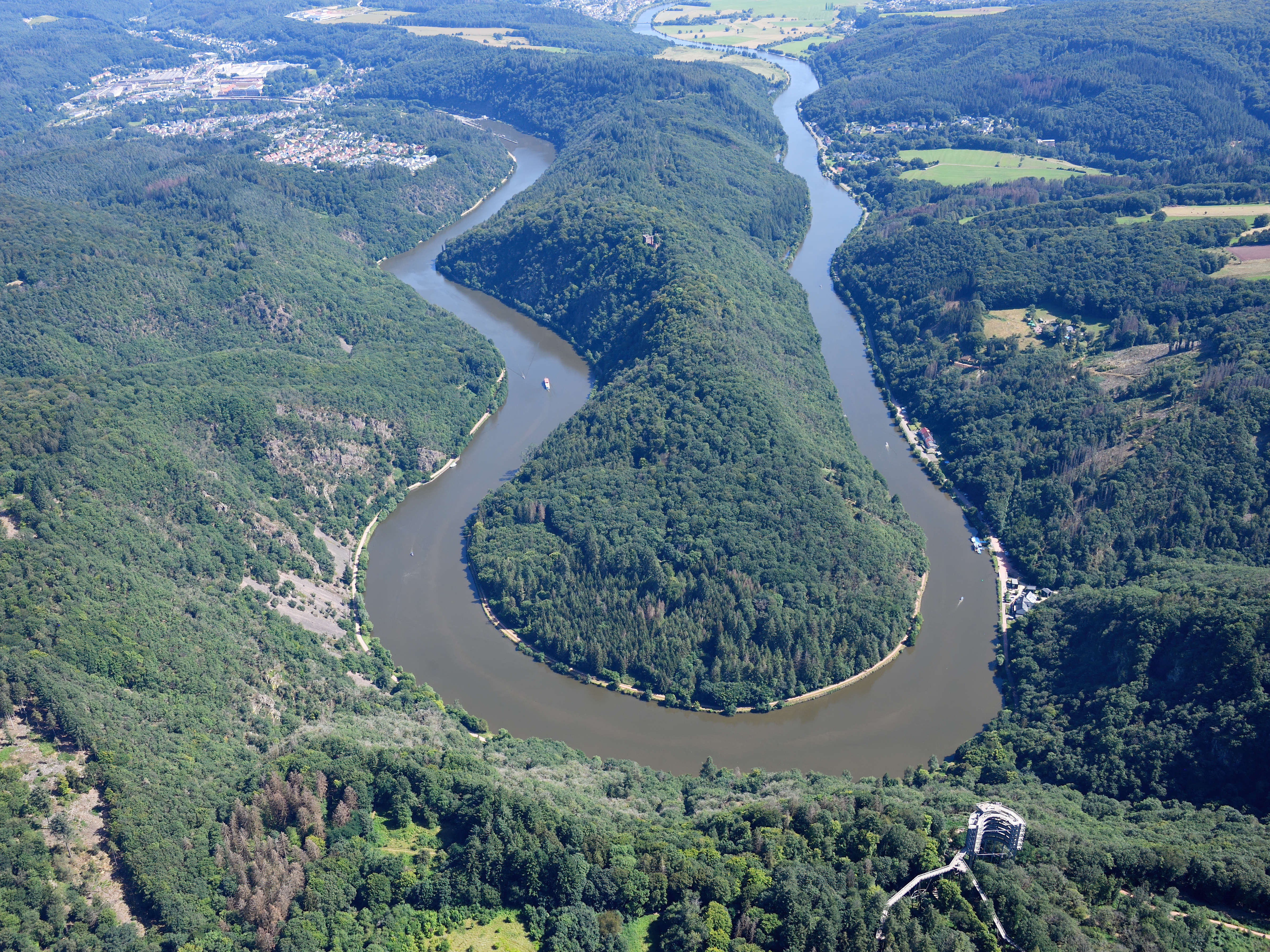
Meandro del Sarre (Imagen aérea).

El meandro es considerado el símbolo del Sarre. Se convierte en centro de atención cada vez que diferentes jefes de Estado lo visitan.
Federico Guillermo IV, rey de Prusia, visitó el mirador Cloef el 29 de septiembre de 1856.
Adolf Hitler estuvo el 16 de mayo de 1939. En ese momento se colocó una placa conmemorativa, que fue retirada más tarde.
El canciller Konrad Adenauer se reunió allí el 25 de junio de 1965 con los políticos de Sarre.
Oskar Lafontaine y Gerhard Schröder posaron el 4 de agosto de 1997 en el Cloef.
El expresidente francés Jacques Chirac y el fallecido presidente polaco, Lech Kaczyński, se reunieron allí con la canciller Angela Merkel el 5 de diciembre de 2006.